# Kamminke

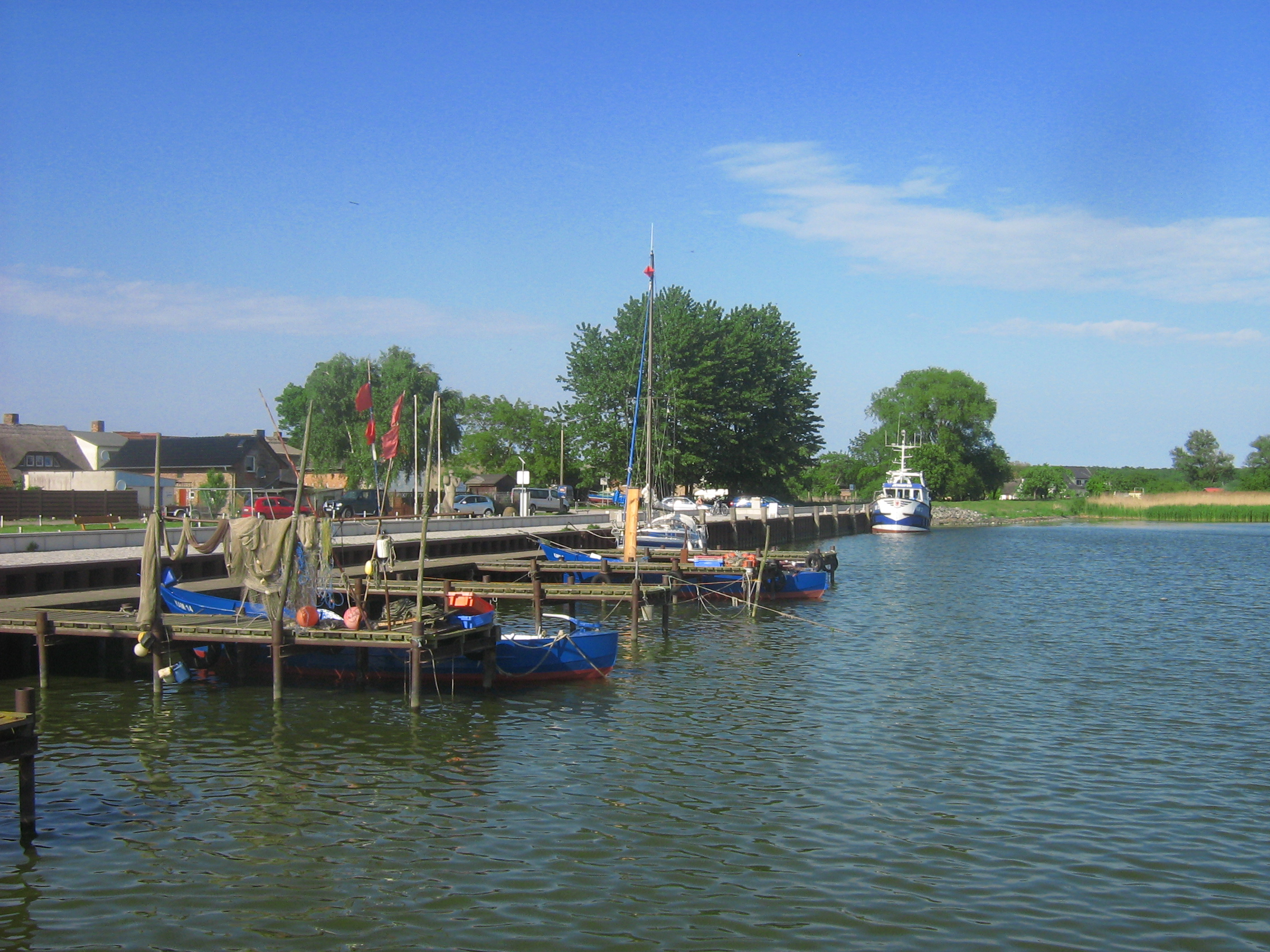
Hafen

Kamminke ist eine Gemeinde im Landkreis Vorpommern-Greifswald in Mecklenburg-Vorpommern und gehört dem Amt Usedom-Süd mit Sitz in der Stadt Usedom an. Bis 2005 gehörte die Gemeinde zum Amt Ahlbeck bis Stettiner Haff.
Kamminke zählt zu den ältesten Fischerdörfern auf der Insel Usedom. Reetgedeckte Häuser und die Steilküste bestimmen das Flair des Ortes.

## Geographie
Die Gemeinde Kamminke im östlichen Teil der Insel Usedom liegt im Achterland, direkt am Nordufer des Stettiner Haffs. Der Golm, die mit 69 m ü. NN höchste Erhebung der Insel, bietet eine weite Aussicht bis nach Swinemünde. Unmittelbar am östlichen Rand der Gemeinde verläuft die Grenze zu Polen, sechs Kilometer nördlich liegt das Seebad Heringsdorf.
Kamminke ist ein langgestrecktes Straßendorf am Fuße des Kliffs Golm–Kamminke. Dieses ist in der Ortslage bis zu 28,8 m hoch. Ein Aussichtspunkt ist vom Ort über eine Treppe erreichbar. Ein Teil des Ortes befindet sich auch oberhalb des Kliffs.

## Ortsteile
Wüstungen und Wohnplätze
- Friedrichsthal (Wohnplatz)
- Golm (Wüstung)

## Geschichte

### Kamminke
Die Gegend um Kamminke weist frühe Besiedlungsspuren auf. Neben dem zum Ort gehörenden bronzezeitlichen Hügelgrab (1800 bis 600 vdZ) westlich von Kamminke, liegen auf dem Golm sowohl weitere Hügelgräber, als auch ein gleichzeitiger Burgwall und ein davor gelagerter Abschnittswall. Diese gehören aber zur Gemarkung Garz. Am Friedhof des Ortes befindet sich ein frühdeutscher Turmhügel (ab 1230). Das alles belegt eine frühe und durchgehende Besiedlung.
Die Gleichsetzung Kamminkes mit dem 1263 urkundlich erwähnten Camik gilt heute als überholt. Anhand der Quellenlage konnte Zietlow diesen Ort, und damit den Stammsitz Adelsgeschlechtes von Kameke, westlich von Pudagla am Achterwasser lokalisieren. Bereits 1242 hatte das Kloster Dargun Besitzansprüche am benachbarten Garz sowie dem wenige Kilometer östlich gelegenen Kaseburg und damit wohl auch auf das Gebiet des heutigen Kamminke erworben.
Niemeyer erwähnt die Erstnennung nur mit 1618 in der Lubinschen Karte als „Camincke“. Dann aber folgt eine fortlaufende Erwähnung, wobei bis 1911 eine Schreibung mit „C“ erfolgte, dann erst zu „K“ wechselte. Der Name wird mit „Stein“ oder „Steinberg“ gedeutet.
Nach dem Westfälischen Frieden im Jahr 1648 wurde Kamminke wie ganz Vorpommern schwedisch und nach dem Frieden von Stockholm von 1720 preußisch. Nach der Verwaltungsreform 1815 kam Kamminke zur preußischen Provinz Pommern und gehörte von 1818 bis 1945 zum Landkreis Usedom-Wollin. Von 1945 bis 1952 bildete die Gemeinde, mit dem nach dem Zweiten Weltkrieg bei Deutschland verbliebenen Teil des Landkreises Usedom-Wollin, den Landkreis Usedom im Land Mecklenburg, welcher 1952 im Kreis Wolgast im Bezirk Rostock aufging.
Die Gemeinde gehört seit 1990 zum Land Mecklenburg-Vorpommern. Von 1994 bis 2011 gehörte sie zum Landkreis Ostvorpommern, der am 4. September 2011 im Landkreis Vorpommern-Greifswald aufging.
Am 12. März 1945 bombardierten amerikanische Bomber die in der Nähe liegende Stadt Swinemünde. Die dabei getöteten 23.000 Menschen wurden auf dem Golm und in dessen Nähe beerdigt. 1975 wurde auf dem Golm eine Gedenkstätte errichtet. Am 13. März 2005 wurde die neu erbaute Jugendbegegnungsstätte des Volksbundes der Kriegsgräberfürsorge durch den Bundespräsidenten Horst Köhler eingeweiht.
Seit 1992 wurde der Ortskern mit Hilfe der Städtebauförderung umfassend saniert. Dabei wurde auch der Hafen für Fahrgastschiffe und Freizeitboote wesentlich ausgebaut und modernisiert.

#### Friedrichsthal (Wohnplatz)
Friedrichsthal war bereits vor 1880 lt. MTB vorhanden. Der Ort bestand aus zwei Teilen, der Oberförsterei jenseits des Torfgrabens (jetzt Grenzgraben zu Polen) und dem zugehörigen Wohnplatz am Kamminker Kliff gegenüber dem Forsthof. Vor 1835 bestand im jetzigen Wohnplatz Forst ein Forsthaus, das bei der Einrichtung der Oberförsterei aufgegeben und in ein normales Wohnhaus gewandelt wurde. Als 1945 der Ort getrennt wurde, hieß die Oberförsterei Friedrichsthal „Wydrzany“ und der bei Deutschland verbliebene Teil „Forst“. Letzterer ist aber inzwischen voll nach Kamminke integriert und hat keine Ortsteilberechtigung. Bei diesem Wohnplatz befindet sich die Hohlweg-Auffahrt auf das Kliff und die Hochfläche.

#### Golm (Wüstung)
Golm wurde 1690 erstmals als „Golim“ genannt. 1906 wurde der Wohnplatz im Ortsverzeichnis als „Golm“ aufgeführt. Golm wird vom Namen her als „Berg“ gedeutet.
Mit der Ortschaft bzw. dem Wohnplatz ist die Ansiedlung des Restaurants auf dem Berg Golm gemeint. 1943 wurde es für den Aufbau einer kompakten Flakstellung zum Schutz der Stadt Swinemünde abgerissen. Damit wurde der Ort zur Wüstung. Heute liegt die Stelle in der Gemeinde Garz (Usedom), wie auch der gesamte Berg.

## Politik

### Wappen, Flagge, Dienstsiegel
Die Gemeinde verfügt über kein amtlich genehmigtes Hoheitszeichen, weder Wappen noch Flagge. Als Dienstsiegel wird das kleine Landessiegel mit dem Wappenbild des Landesteils Vorpommern geführt. Es zeigt einen aufgerichteten Greifen mit aufgeworfenem Schweif und der Umschrift „GEMEINDE KAMMINKE * LANDKREIS VORPOMMERN-GREIFSWALD“.

## Sehenswürdigkeiten

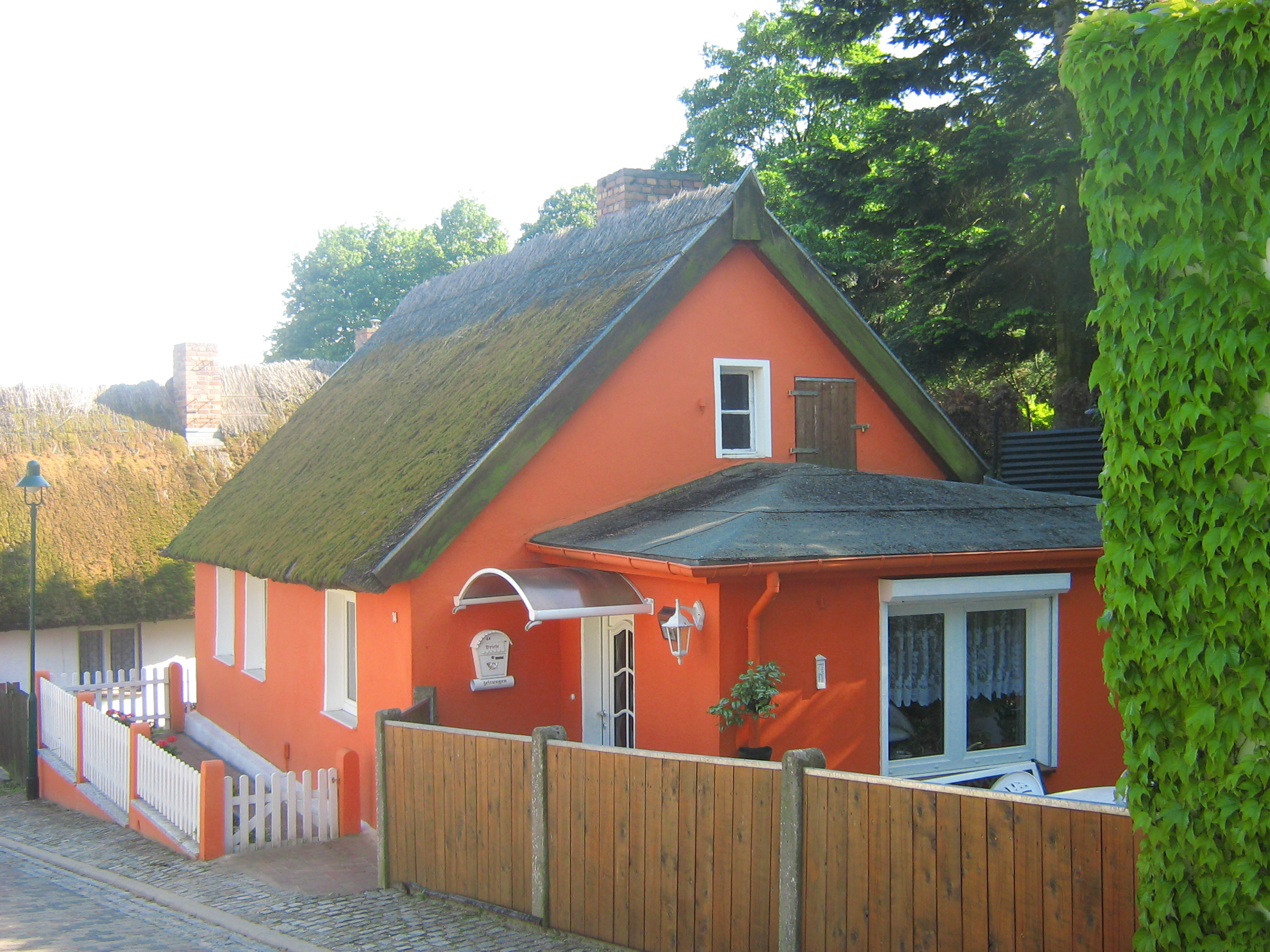
Eines von vielen Reetdachhäusern in Kamminke

- Gedenkstätte Golm (einer der größten Kriegsopferfriedhöfe in Deutschland)
- Burgwall, Hügelgräber und Aussichtspunkt nach Swinemünde auf dem Golm
- Mühle am Kleinen Haff
- Häuser mit Reetdächern
- Hafen – Ausflugsschiffe und Marina
- Turmhügel „Kellerberg“ am Friedhof
- Kliff Kamminke mit dem Aussichtspunkt über den Ort zum Grenztal - Torfgraben
- Strand

## Verkehr
Die Bundesstraße 110 nördlich der Gemeinde ist mit einer Brücke über den Torfkanal versehen, der die Grenze zu Polen bildet. Hier gibt es einen Übergang für Autos, Fußgänger und Fahrradfahrer. Kamminke ist an das Busliniennetz der Usedomer Bäderbahn angeschlossen.
Eine Reederei fährt zwei bis drei Mal am Tag von Ueckermünde nach Kamminke, Fahrräder werden an Bord genommen.